# Grafschaft Rieneck
Die Grafschaft Rieneck war im Mittelalter ein Territorium des Heiligen Römischen Reiches im heutigen Unterfranken und Hessen, das sich im Besitz der Grafen von Rieneck befand. Es sollte nicht mit verwechselt werden mit Burggrafschaft Rheineck.

## Geschichte

### Die Zeit zwischen 1168 und der Reformation
Vor  1156/57 wählte Graf Ludwig I. von Loon den Ort Rieneck zum Mittelpunkt seiner Herrschaft, die schon bald als Grafschaft Rieneck bezeichnet wurde. Die Burg Rieneck war eine wichtige Befestigungsanlage in Kurmainz. Ab wann der Sitz der Grafschaft Rieneck von Rieneck nach Lohr am Main wechselte, weiß man nicht. Der Wohnturm, an der Stelle des späteren Lohrer Schlosses, wurde erst nach 1340 von Graf Gerhard V. gebaut.
Östlich von Lohr wurde das mittelalterliche Karlburg im Jahr 1243 bei der Rienecker-Fehde von den Grafen verwüstet, archäologisch bestätigt. Die Schäden von 100 Mark Silber mussten die Rienecker an den Bischof von Würzburg zahlen.
Am Ende des 13. Jahrhunderts gehörten zur Grafschaft ein Großteil des Spessarts, Teile des Maindreiecks, die „fränkische Platte“ östlich des Mainvierecks, der Raum um Grünsfeld sowie Streubesitz von der Nahe bis zum Steigerwald. Bis 1271 gehörte Steinau an der Straße zur Grafschaft. Die Auseinandersetzung zwischen den Mainzer Erzbischöfen und den Grafen von Rieneck um die Macht im westlichen Spessart endete in besagtem Jahr 1271 mit einem Sieg des Mainzer Erzbischofs Werner von Eppstein. Die Grafen von Rieneck mussten klein beigeben und 1200 Mark Silber Buße an Mainz zahlen. Teil des Friedensschlusses war, dass Gräfin Elisabeth von Rieneck mit reicher Aussteuer, wozu die Stadt Steinau an der Straße gehörte, Ulrich I. von Hanau, einem Verbündeten des Mainzer Erzbischofs, verheiratet wurde. Die Grafschaft Rieneck wurde 1366 Mainzer Lehen. Zu den Gefolgsleuten oder Vasallen der Rienecker Grafen gehörten unter anderem verschiedene Voyt von Rieneck im 15. und 16. Jahrhundert.

### Zeit der Reformation und Aussterben des Grafengeschlechts
Martin Luther und Philipp Melanchthon empfahlen Johann Konrad Ulmer dem Grafen Philipp von Rieneck zur Einführung der Reformation in seinem Gebiet. Dazu wurde er am 28. November 1543 von Johannes Bugenhagen in Wittenberg ordiniert. Als Hofprediger des Grafen in Lohr hatte er eine weitreichende Wirksamkeit. Unter seiner Predigttätigkeit ging die Stadt und danach die ganze Grafschaft 1544 gewaltlos zur Reformation über.
Graf Philipp III. von Rieneck arbeitete in der Frage der Reformation und auch wohl sonst eng mit Graf Philipp III. von Hanau-Münzenberg (1526–1561) zusammen. Als absehbar war, dass der Rienecker Graf ohne männliche Erben sterben würde, bat er Kaiser Karl V. um die Eventualübertragung der Lehen an Hanau, was der Kaiser auch gewährte. Dieser dankte jedoch noch im gleichen Jahr ab und sein Nachfolger König Ferdinand I. konnte die Bestätigung nicht vornehmen, da eine entsprechende Urkunde fehlte. Graf Philipp III. von Rieneck starb als letztes männliches Mitglied seiner Familie am 3. September 1559. Graf Philipp III. von Hanau-Münzenberg konnte seine Erbansprüche nicht durchsetzen, so dass die Lehen an Kurmainz und das Hochstift Würzburg zurückfielen. Lohr war von da an Verwaltungssitz der mainzischen Herrschaft Rieneck. Jedoch übernahm Philipp III. von Hanau-Münzenberg das Wappen der Rienecker und deren Namen in seine Titulatur.
Um das Erbe wurde jedoch weiter gestritten, so dass schließlich ein Kondominat gebildet wurde, das zu ¾ Kurmainz und zu ¼ Hanau-Münzenberg zustand. Der Mainzer Anteil wurde 1673 von Johann Hartwig Graf von Nostitz gekauft. Dieser Anteil wurde 1803 an die böhmischen Grafen von Colloredo und Mansfeld veräußert, die so den Aufstieg in die Reichsunmittelbarkeit erreichten.
1815 kam Rieneck komplett an Bayern.